# Pontal (Carrapateira)

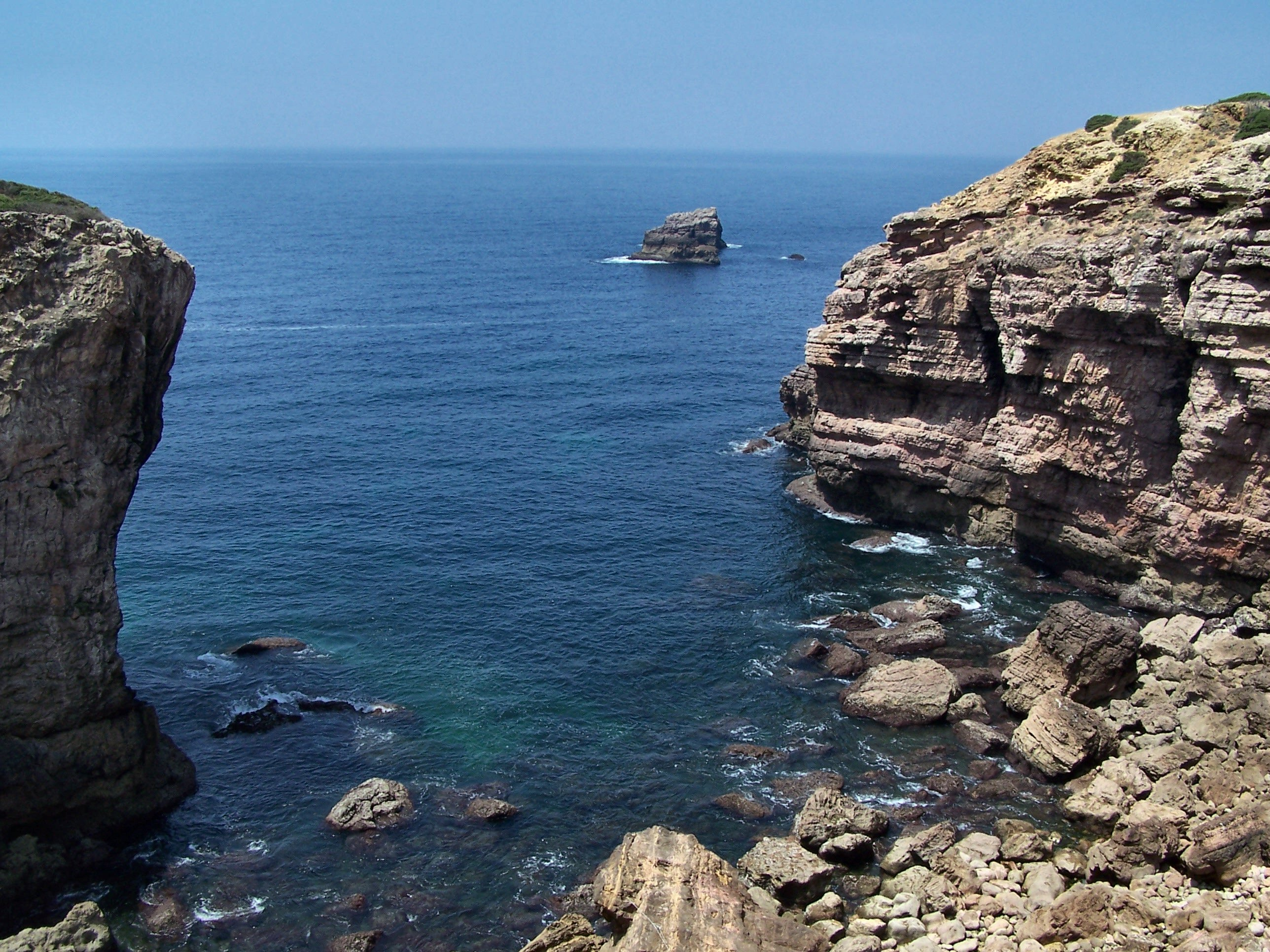
Pontal,com suas arribas e pesqueiros muito famosos

Entre a Praia da Bordeira e a Praia do Amado, zona da Carrapateira , existe entre as duas o Pontal, falésias altas e recortadas entrando pelo mar.
Em certos locais, o acesso é tão difícil que se instalam cordas para ajudar na descida. A Baía dos Tiros, a Samouqueira, a Carriagem, a Pipa, a Fonte Santa, a Atalaia, o Pontal, são alguns dos pesqueiros mais conhecidos na região.
Pontal da carrapateira no Site do Portugal Notável
Página no portal da Carrapateira dedicada ao Pontal